# Historia Saskatchewanu
Historia Saskatchewanu – obejmuje historię dzisiejszej prowincji Saskatchewan w Kanadzie.

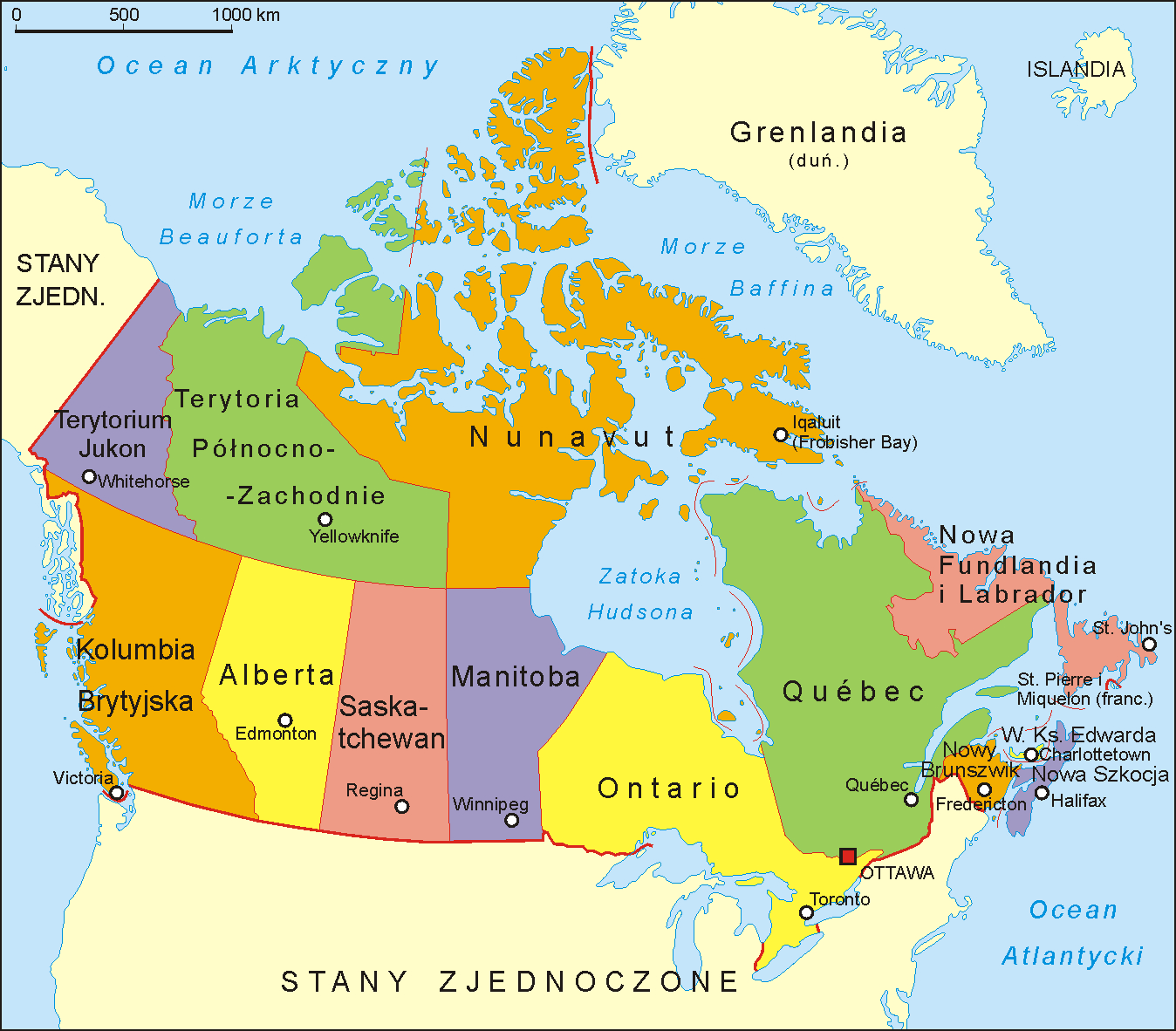

## Wczesny okres
Tereny dzisiejszej prowincji Saskatchewan zamieszkiwały liczne plemiona Indiańskie zgrupowane w trzech dominujących grupach: Atabaskowie i Algonkinowie w północnej i środkowej części oraz Siuksowie w południowej. Pierwszym Europejczykiem, który dotarł w tamte rejony był podróżnik i handlarz Henry Kelsey, który odbył podróż w górę rzeki Saskatchewan w 1690 roku. Począwszy od drugiej połowy XVIII w. do Saskatchewan zaczęły docierać wpływy Kompanii zatoki Hudsona i jej konkurentki Kompanii Północno-Zachodniej. Pierwszym stałym osiedlem na tym terenie był Cumberland House założony przez Kompanię Zatoki Hudsona.

## Obszary Saskatchewan w Konfederacji Kanady
Saskatchewan wszedł do konfederacji jako część Terytoriów Północno-Zachodnich i obejmowały dystrykt Saskatchewan oraz część dystryktu Athabaska. Obszary przyszłej prowincji stały się przedmiotem traktatów indiańskich, w wyniku których zostały one zajęte przez Rząd Federalny Kanady jako ziemie koronne, crown land. W chwili ukończenia Kolei Transkanadyjskiej tereny te, podzielone na znacznych rozmiarów działki ziemskie, tzw. homesteads, były przekazywane na własność osadnikom. Szeroko rozpropagowana w całej Europie akcja osadnicza przyciągnęła dziesiątki tysięcy kolonistów poszukujących ziemi i dobrobytu. W 1867 cała ludność terytoriów wynosiła 17 tysięcy osób, z czego ponad 16 tysięcy stanowili Indianie i Metysi. W 1901 populacja osiągnęła 67 tysięcy, a w 1901 159 tysięcy. Przybyszami byli obok Irlandczyków i Brytyjczyków także obywatele Niemiec, Rosji i Austro-Węgier, w typ duże grupy Polaków. Obok osadnictwa rolniczego zaczęły także powstawać miasta. Do największych ośrodków miejskich w początkach XX w. należały Calgary, Red Deer, Regina, Edmonton i Prince Albert.
Pojawienie się w początkach lat osiemdziesiątych geodetów wytyczających działki pod kolonizację zaniepokoiło zamieszkujących w Saskatchewan, w okolicach Batoche, Metysów. Pamiętający jeszcze łatwe zwycięstwo rebelii nad Rzeką Czerwoną Metysi wywołali bunt zwany rebelią północno-zachodnią. Tym Razem jednak rząd federalny był dobrze przygotowany do zaistniałej sytuacji. Rebelia została stłumiona, a jej przywódca Louis Riel ujęty i stracony.

## Powstanie prowincji Saskatchewan
W wyniku uchwalenia przez Parlament Kanady Ustawy o ziemiach państwowych w 1872 rozpoczął się masowy napływ osadników na żyzne tereny preriowe.
W początkowych latach XX w. ludność południowej części Terytoriów, w której osiadali niemal wszyscy nowo przybyli emigranci, osiągnęła wielkość usprawiedliwiającą utworzenie nowej prowincji z wszystkimi demokratycznymi instytucjami, takimi jak w pełni wybieralne zgromadzenie legislacyjne, rząd przedstawicielski i samorządy terytorialne. Początkowo planowano utworzenie jednej potężnej prowincji obejmującej tereny pomiędzy Manitobą, a Kolumbią Brytyjską. Ostatecznie ze względu na przewidywany dalszy napływ osadników i przyszłe problemy z administrowaniem tak olbrzymim obszarem, zdecydowano się na utworzenie dwóch oddzielnych prowincji – Alberty i Saskatchewanu. Powołanie ich nastąpiło dwoma niemal jednobrzmiącymi ustawami – Ustawa o Saskatchewanie (Saskatchewan Act) i Ustawa o Albercie (Alberta Act) z 1905. Obie ustawy odbierały nowym prowincjom kontrolę nad ziemiami koronnymi, a co za tym idzie zasobami naturalnymi, oraz polityką emigracyjną. Motywem takich decyzji była konieczność federalnego nadzoru dalszej akcji osiedleńczej, która po utworzeniu prowincji nabrała jeszcze większej intensywności. Na stolicę nowej prowincji wybrano Reginę. Do najaktywniejszych adwokatów utworzenia nowych prowincji należeli Frederick Haultain, George Bulyea, Charles Fitzpatrick, William Mulock, James Hamilton Ross, Thomas Walter Scott i Clifford Sifton.
Zgodnie z zamierzeniami akcja osiedleńcza zakończyła się olbrzymi sukcesem i już w chwili wybuchu I wojny światowej Kanada stała się światowym potentatem w produkcji rolnej, ciągle przyciągając nowych kolonistów. Lata dwudzieste były okresem olbrzymiej prosperity związanej z wysokim zapotrzebowaniem na produkty żywnościowe i wysokimi ich cenami na światowych rynkach. W latach trzydziestych sytuacja zmieniła się diametralnie. Wielki kryzys i następująca po nim depresja gospodarcza uderzyła w zorientowaną na rolnictwo gospodarkę prowincji. Dopiero lata czterdzieste przyniosły zdecydowaną poprawę sytuacji gospodarczej.
Saskatchewan stał się bastionem socjaldemokracji w Kanadzie. W ciągu ostatnich sześćdziesięciu lat XX w. socjaldemokraci – najpierw Federacja Wspólnot Spółdzielczych, a od 1961 Nowa Partia Demokratyczna, sprawowali rządy w sumie przez 44 lata. Dominacja ideologii socjaldemokratycznej spowodowała, że mieszkańcy prowincji posiadają najlepsze ubezpieczenia zdrowotne spośród wszystkich mieszkańców Kanady, ale też i jedną z najwyższych stóp podatkowych.